# Йохан Вилхелм фон Мандершайд-Бланкенхайм
Йохан Вилхелм фон Мандершайд-Бланкенхайм (на немски: Johann Wilhelm von Manderscheid-Blankenheim; * 14 февруари 1708 в Кьолн; † 2 ноември 1772 в Кьолн) е граф на Мандершайд-Бланкенхайм и Геролщайн, фрайхер на Юнкенрат, Долендорф, Мерфелд, Кроненбург, Бетинген, Хайщарт и Шюлер.
Той е син на граф Франц Георг фон Мандершайд-Бланкенхайм-Геролщайн-Юнкерат (1669 – 1731) и съпругата му графиня Мария Йохана фон Кьонигсег-Ротенфелс (1679 – 1755), дъщеря на граф Леополд Вилхелм фон Кьонигсег-Ротенфелс (1630 – 1694) и графиня Мария Поликсена фон Шерфенберг († 1683).

## Фамилия
Йохан Вилхелм фон Мандершайд-Бланкенхайм се жени за графиня Мария Франциска Изабела Максимилиана фон Мандершайд-Кайл (* 1723; † 19 януари 1739), дъщеря на граф Волфганг Хайнрих Вилхелм фон Мандершайд-Кайл (1678 – 1742) и Мария Анна фон Валдбург цу Цайл (1696 – 1762). Бракът е бездетен.
Той се жени втори път на 15 ноември 1742 г. за принцеса Луиза Франциска Вилхелмина Анселмина фон Залм-Залм (* 3 март 1725; † 19 февруари 1764), дъщеря на княз и херцог Николаус Леополд фон Залм-Залм (1701 – 1770) и принцеса Доротея Франциска Агнес фон Залм (1702 – 1751). Те имат три деца:
- Августа Доротея (* 28 януари 1744; † 19 ноември 1811), омъжена 1762 г. за граф Йохан Франц Кристиан Филип фон Щернберг (* 5 март 1732; † 14 май 1811)
- Йохана Фелицитас Мария Валбурга Каролина Франциска де Паула (* 4 ноември 1753; † 1828), омъжена 1777 г. за граф Йохан Франц Йозеф фон Неселроде-Райхенщайн (* 2 септември 1755; † 24 октомври 1824)
- син (* 13 февруари 1764; † 14 февруари 1764)

Той се жени трети път на 24 май 1766 г. за графиня Йохана Максимилиана Франциска фон Лимбург-Щирум (* 16 февруари 1744; † 31 юли 1772), дъщеря на граф Кристиан Ото фон Лимбург-Щирум и третата му съпруга принцеса Каролина Юлиана София фон Хоенлое-Валденбург-Шилингсфюрст. Те имат четири деца:
- Мария Кристина Йозефа (* 31 юли 1767; † 14 февруари 1811/19 август 1825), омъжена 1783 г. за граф Йохан Ернст Мария Йоахим Ксавер Феликс Евсебий фон Кьонигсег-Аулендорф (* 23 септември 1755; † 10 май 1803)
- Каролина Фелицитас Енгелберт (1768 – 1831), омъжена 1783 г. за принц Алойс I фон Лихтенщайн (* 14 май 1759; † 24 март 1805), син на княз Франц Йозеф I фон Лихтенщайн
- Франциска Вилхелмина Августа (* 13 март 1770; † 26 юли 1789), омъжена на 18 ноември 1786 г. за княз Лудвиг Алойс фон Хоенлое-Валденбург-Бартенщайн (* 12 декември 1766; † 31 май 1829)
- Луиза Хенриета Франциска София (* 27 август 1771; † 1851)